# Калошино (Старицкий район)
Кало́шино (Ни́жнее Кало́шино, Ива́новское) — деревня, входящая в Ново-Ямское сельское поселение Старицкого района Тверской области.

## Название
Название деревни скорее всего происходит от неканонического имени либо прозвища «Колоша», известного ещё в XV веке. В исторических документах встречаются также варианты Колошино, Колошина.
До недавнего времени неподалёку (в 7 км выше по Волге, координаты 56°24′29″ с. ш. 34°53′42″ в. д.) существовала деревня Верхнее Калошино. В 1859 году она имела 8 дворов, население составляло 67 человек. Калошино, описываемое в этой статье, именовалось Нижним. После того, как деревня Верхнее Калошино была упразднена, Нижнее Калошино именуется, как правило, просто «Калошино», хотя в документах постоянных местных жителей слово «Нижнее» сохранено.
Встречается также второе наименование деревни — «Ивановское».

## История
Деревня известна самое раннее с XVI столетия; она упоминается в меновой грамоте 1566 года, когда князь Владимир Андреевич Старицкий получил у царя Ивана Васильевича Грозного город Дмитров в обмен на город Старицу и несколько сёл.
В 1859 году деревня в качестве владельческой помещиков Егорьевских входила в состав Дороховской волости Старицкого уезда. Воду крестьяне брали из Волги, так как своих колодцев не было. В огородах разводили лук. Крестьяне подрабатывали в каменоломне.
В советское время (1926 год) Калошино входило в состав Старицкой волости Мелтучевского сельсовета. В 1931 году образован колхоз имени М. Горького.
В 1940 году в результате детской шалости случился пожар, сгорело шесть домов.
В первый период Великой Отечественной войны (с 12 октября 1941 года) деревня была оккупирована. Освобождена в ночь на 1 января 1942 года.
В 1950 году колхоз имени М. Горького в процессе укрупнения вошёл в состав нового хозяйства — колхоза имени И. Ф. Иванцова. Архивировано из оригинала 4 марта 2016 года.. В 1956 году в Калошино провели радио, в 1957 появилось электричество. Выращивались лён, картофель, рожь, имелась молочно-товарная ферма, для которой была пробурена артезианская скважина.
С 10 августа 1950 по 2005 год деревня входит в состав Новоямского сельсовета, с 2005 — в составе Ново-Ямского сельского поселения.

## География, экономика
Калошино расположено на высоком (около 50 м) берегу Волги в 4 км от Старицы. Почва суглинистая, подпочва — глина, вода после дождей надолго застаивается. Водоносный слой находится на глубине нескольких десятков метров, поэтому колодцев в деревне нет, вода берётся из артезианских скважин. Сельскохозяйственная деятельность ведётся только на приусадебных участках немногочисленных постоянных жителей, а также дачников, приезжающих на летний сезон из Старицы, Твери и Москвы.

## Статистика
| Год           | 1859 | 1886 | 1926 | 1936 | 1939 | 1950 | 1970 | 1989 | 2005 | 2008 |
| ------------- | ---- | ---- | ---- | ---- | ---- | ---- | ---- | ---- | ---- | ---- |
| К-во хозяйств | 11   | 14   | 35   | 28   | 27   | 30   | 20   | 4    | 1    | 1    |
| Население     | 82   | 95   | 189  | 155  | 153  | 97   | 43   | 4    | 3    | 2    |

Источник

## Достопримечательности

### Часовня
Деревянная часовня. существовала в XIX — первой половине XX века. Была заново построена на прежнем месте для съёмок кинофильма (см. раздел «Интересные факты»). В настоящее время не существует.

### Каменоломня

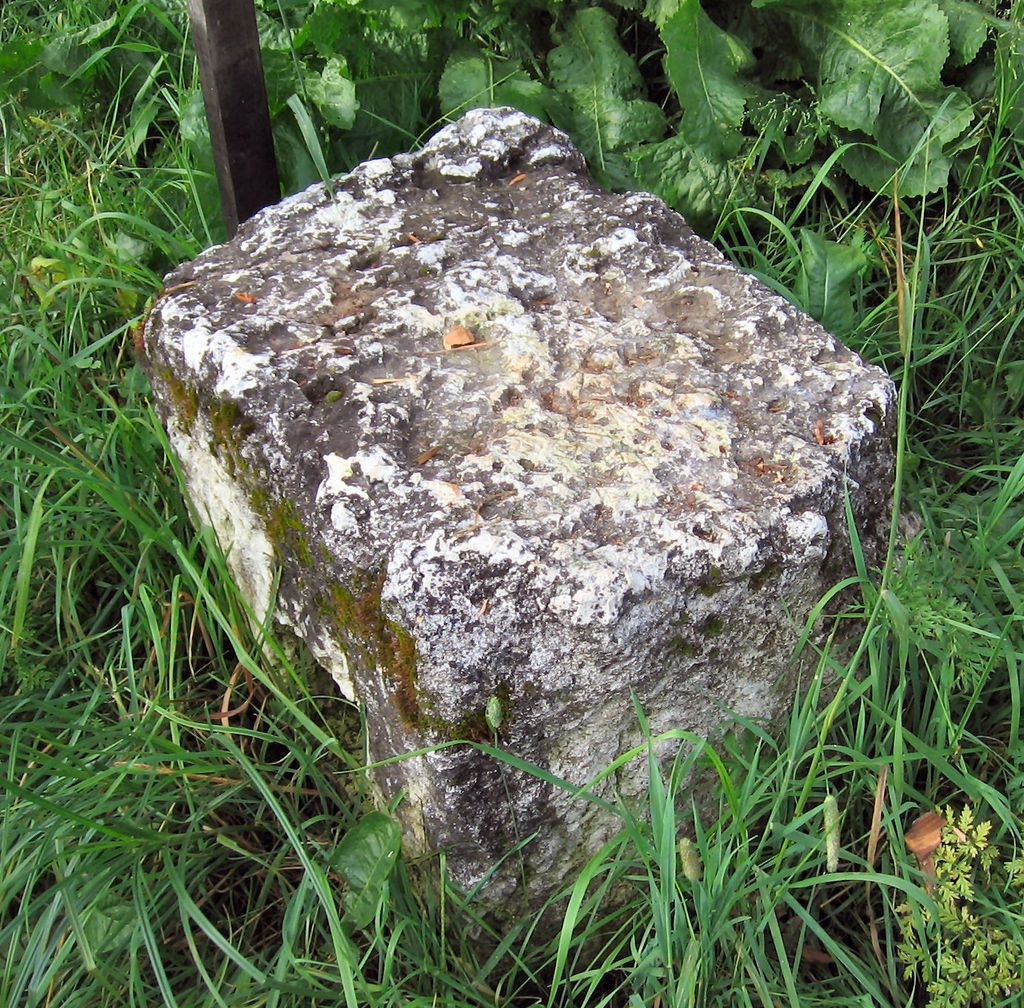
Белый камень, добытый в каменоломне деревни Нижнее Калошино

В окрестностях Старицы издавна добывали известняк, который затем перевозился по Волге и использовался для белокаменного строительства в Твери, Москве, Угличе и других городах.
Одна из каменоломен, в XIX веке принадлежавшая помещикам Егорьевским, находилась в районе Калошина, работали в ней местные крестьяне (кубы добытого в каменоломне камня до сих пор можно встретить в деревенских дворах). В одном из документов второй половины XIX века говорится, что за год в каменоломне близ деревни Ивановское (то есть сегодняшнее Калошино) добыто 400 штук крупного камня на сумму 32 рубля, а также щебня на 40 рублей. Товар поставлялся в города Старицу, Углич, Рыбинск и Ярославль.
Работа в каменоломнях производилась только зимой (до начала таяния снега). Взрывчатые вещества (порох и др.) не применялись, так как при взрыве камень дробился бы на мелкие куски, а на поверхности повреждался бы пахотный слой земли. Артель «деревни Ивановского-Калошина» насчитывала до 10 человек и наламывала в год до 20 кубических саженей (примерно 190 кубических метров) щебня, до 150 крупных камней и до 50 мелких.

Крупные пещеры, образовавшиеся при разработке белого камня, были интересны не только с экономической точки зрения — они ещё в начале XX века стали своеобразным туристическим объектом. Сочинялись даже местные легенды. Сохранилось курьёзное воспоминание Ивана Георгиевича Фокина, бывшего младшего унтер-офицера 2-й роты 5-го запасного сапёрного батальона, стоявшего в Старице во время Первой мировой войны:
…плавали по Волге на лодках «яликах», а по воскресным дням на частном пароходе с прогулкой вверх по течению, где когда-то в береговых каменных пещерах бывал Степан Разин со своим войском.
В советские времена промысел был резко сокращён. Правда, возникла новая область сбыта: калошинский известняк баржами сплавляли на Конаковский фаянсовый завод.
В конце декабря 1941 года, когда Красная армия с боем освобождало Калошино, местные жители несколько дней прятались в «заломах» (или «заломках» — так здесь издавна называют каменоломню).

#### «Лисья пещера»
Интерес к необычному антропогенному объекту возобновился в конце семидесятых годов XX века.

## Интересные факты
В 1968 году в деревне снимался фильм «[www.kino-teatr.ru/kino/movie/sov/5033/annot/ Первая девушка]» по одноимённой повести Николая Богданова (режиссёр Борис Яшин, авторы сценария Алексей Сахаров, Борис Яшин, оператор: Анатолий Мукасей). В съёмках приняли участие многие жители деревни. На прежнем месте была временно восстановлена часовня.